# Vụ ám sát Wissam al-Hassan
Ngày 19 tháng mười 2012, Wissam al-Hassan, người đứng đầu ngành tình báo của lực lượng an ninh nội địa Liban (ISF), đã bị giết cùng với một số người khác vì bom xe ở quận Achrafieh, Beirut.
Theo thông tấn quốc gia Liban, tổng cộng có 4 bị chết và 110 bị thương trong vụ nổ trên.

## Mục tiêu
Cuộc tấn công mục tiêu được tin rằng là nhằm vào ông Wissam al-Hassan, người đứng đầu chi nhánh tình báo của lực lượng an ninh nội bộ Liban (ISF). Là một thành viên quan trọng trong phe đối lập Liên minh 14.3 và là một trong người đứng đầu nhánh Hồi giáo Sunni ở Liban.

## Động thái quốc tế
Hội đồng Bảo an Liên Hợp Quốc đã đưa ra thông cáo lên án cuộc tấn công khủng bố Beirut trong khi Tổng Thư ký Liên Hợp Quốc Ban Ki-moon kêu gọi "tất cả các bên Liban không bị kích động bởi hành động khủng bố tàn ác này và duy trì cam kết đoàn kết dân tộc"."
Người phát ngôn của Nhà Trắng đã lên án kịch liệt cuộc khủng bố tàn khóc tại Beirut và tái khẳng định Mỹ luôn đứng về phía người dân Liban." Người phát ngôn của Liên Minh châu Âu (EU) Catherine Ashton, lên án mạnh mẽ cuộc khủng bố trên và cam kết ủng hộ một nhà nước Liban độc lập.
Văn phòng của Tổng thống Pháp François Hollande kêu gọi chính quyền Liban trở lại thống nhất để bảo vệ và chống lại nhưng hành động gây mất ổn định đất nước, mô tả cái chết của al-Hassan là một mất mát lớn. Bộ trưởng Ngoại giao Pháp Laurent Fabius kêu gọi các bên ở Liban kiềm chế, nói rằng "hơn bao giờ hết, nó là cần thiết cho Liban để tránh căng thẳng trong khu vực".
Bộ trường truyền thông Syria, Omran al-Zohbi nói với Thông tấn xã Ả Rập Syria (SANA) rằng chính quyền Syria lên án vụ đánh bom xe tại Li Bang ngày 19.10 và những cuộc khủng bố, tấn công hèn nhát xảy ra ở bất cứ nơi nào."
Phát ngôn viên của Bộ Ngoại giao Iran lên án vụ tấn công và đổ lỗi cho Israel, họ nói Israel sẽ được lợi vì sự bất ổn và thiếu an ninh trong khu vực.